# Seznam dílů seriálu Spider-Man (2017)
Toto je seznam dílů seriálu Spider-Man. Americký animovaný sci-fi televizní seriál Spider-Man měl premiéru 19. srpna 2017 na stanici Disney XD. 

## Přehled řad
| Řada    | Díly | Premiéra v USA  | Premiéra v USA    | Premiéra v ČR   | Premiéra v ČR     |
| Řada    | Díly | První díl       | Poslední díl      | První díl       | Poslední díl      |
| ------- | ---- | --------------- | ----------------- | --------------- | ----------------- |
| Kraťasy | 6    | 28. června 2017 | 29. července 2017 | 16. září 2017   | 16. září 2017     |
| 1       | 25   | 19. srpna 2017  | 18. února 2018    | 16. září 2017   | 27. července 2018 |
| 2       | 26   | 18. června 2018 | 1. prosince 2019  | nebylo vysíláno | nebylo vysíláno   |
| 3       | 6    | 19. dubna 2020  | 25. října 2020    | nebylo vysíláno | nebylo vysíláno   |

## Seznam dílů

### Kraťasy (2017)
| Č. v řadě | Původní název                    | Český název          | Režie      | Scénář        | Premiéra v USA    | Premiéra v ČR | Prod. kód |
| --- | -------------------------------- | -------------------- | ---------- | ------------- | ----------------- | ------------- | --------- |
| 1 | Origin Shorts - Introduction!    | Počátky - Úvod       | Dan Duncan | Kevin Shinick | 28. června 2017   | 16. září 2017 | 103a      |
| Peter a Harry se zúčastní exkurze do Oscorpu pod dohledem svého učitele Spencera Smithe. Na konci krátkeho filmu je Peter kousnut geneticky modifikovaným pavoukem.            |                                  |                      |            |               |                   |               |           |
| 2 | Origin Shorts - Observation!     | Počátky - Pozorování | Dan Duncan | Kevin Shinick | 25. července 2017 | 16. září 2017 | 103b      |
| Poté, co utrpěl nežádoucí účinky z pavoučiho kousnutí, se Peter Parker rozhodne použít vědeckou metodu, aby zjistil, co se s ním děje.                                         |                                  |                      |            |               |                   |               |           |
| 3 | Origin Shorts - Hypothesis!      | Počátky - Hypotéza   | Dan Duncan | Kevin Shinick | 26. července 2017 | 16. září 2017 | 103c      |
| Peter Parker předpokládá, že jeho tělo rozvíjí super síly a začne je testovat.                                                                                                 |                                  |                      |            |               |                   |               |           |
| 4 | Origin Shorts - Prediction!      | Počátky - Předvidání | Dan Duncan | Kevin Shinick | 27. července 2017 | 16. září 2017 | 103d      |
| Peter Parker předpovídá, že jeho nové schopnosti by mu mohly přinést slávu a bohatství a začne vymýšlet své nové jméno.                                                        |                                  |                      |            |               |                   |               |           |
| 5 | Origin Shorts - Experimentation! | Počátky - Experiment | Dan Duncan | Kevin Shinick | 28. července 2017 | 16. září 2017 | 103e      |
| Nový a vylepšený Peter Parker se zúčastní wrestlingové soutěže zvané „Tak ty chceš být Wrestler?“, kde se utká s wrestlerem jménem Bonesaw McGee.                              |                                  |                      |            |               |                   |               |           |
| 6 | Origin Shorts - Conclusion!      | Počátky - Závěr      | Dan Duncan | Kevin Shinick | 29. července 2017 | 16. září 2017 | 103f      |
| Když jeho cesta ke slávě vede k osobní tragédii, kdy je jeho strýček Ben zabit zlodějem, kterého nezastavil, Peter Parker zjistí, že s velkou mocí přichází velká odpovědnost. |                                  |                      |            |               |                   |               |           |

### První řada (2017–2018)
| Č. v seriálu | Č. v řadě  | Původní název | Český název                       | Režie                                                               | Scénář | Premiéra v USA                                                               | Premiéra v ČR | Prod. kód |
| ------------ | ---------- | --- | --------------------------------- | ------------------------------------------------------------------- | --- | ---------------------------------------------------------------------------- | --- | --------- |
| 1-2          | 12         | Horizon High | Vítejte na Horizonské střední     | Philip Pignotti                                                     | Kevin Shinick | 19. srpna 2017                                                               | 16. září 201717. září 2017 | 101-102   |
| 3            | 3          | Osborn Academy | Osbornova akademie                | Sol Choi                                                            | Kevin Shinick | 26. srpna 2017                                                               | 24. září 2017 | 104       |
| 4-5          | 45         | A Day in the LifeParty Animals | Takový normální denDivočina       | Dan DuncanSol Choi                                                  | Mike FasoloSterling Gates | 2. září 2017                                                                 | 30. září 20171. října 2017 | 105-106   |
| 6-8          | 678        | SandmanSymbiotic RelationshipStark Expo | SandmanV symbiozeStarkova výstava | Dan DuncanSol ChoiDan Duncan                                        | J.T. KrulKevin Burke a Chris „Doc“ WyattKevin Shinick | 16. září 2017                                                                | 7. října 20178. října 201714. října 2017 | 107-109   |
| 9            | 9          | Ultimate Spider-Man | Ultimátní Spider-Man              | Dan Duncan                                                          | Kevin Shinick | 23. září 2017                                                                | 6. ledna 2018 | 111       |
| 10           | 10         | Kraven's Amazing Hunt | Kravenův úžasný lov               | Sol Choi                                                            | Chris Cox a Kevin Shinick | 30. září 2017                                                                | 7. ledna 2018 | 112       |
| 11           | 11         | Halloween Moon | Halloweenský úplněk               | Dan Duncan                                                          | Kevin Burke a Chris „Doc“ Wyatt | 7. října 2017                                                                | 15. října 2017 | 113       |
| 12           | 12         | Spider-Man on Ice | Spider-Man na ledě                | Sol Choi                                                            | Sterling Gates | 14. října 2017                                                               | 13. ledna 2018 | 114       |
| 13           | 13         | Venom | Venom                             | Dan Duncan                                                          | Kevin Shinick a Paul Giacoppo | 21. října 2017                                                               | 14. ledna 2018 | 115       |
| 14           | 14         | Screwball Live | Hlásí se vám Screwball            | Sol Choi                                                            | Ben Joseph | 28. října 2017                                                               | 13. ledna 2018 | 110       |
| 15-18        | 15161718   | The Rise of Dock Ock | Zrod doktora Octopuse             | Sol Choi (první a třetí část)Dan Duncan (druhá a čtvrtá část)       | Kevin Burke a Chris „Doc“ Wyatt (první část)Mike Fasolo (druhá část)Kevin Shinick (třetí část) Sterling Gates (čtvrtá část)                                   | 21. ledna 2018 (první a druhá část)28. ledna 2018 (třetí a čtvrtá část)      | 16. července 201817. července 201818. července 201819. července 2018                                                                                   | 116-119   |
| 19-23        | 1920212223 | Spider-Island: Part One – Invisible ThreatSpider-Island: Part TwoSpider-Island: Part ThreeSpider-Island: Part FourSpider-Island: Part Five | Pavoučí ostrov                    | Sol Choi (první, třetí a pátá část)Dan Duncan (druhá a čtvrtá část) | Chris Cox a Kevin Shinick (první část)Kevin Burke a Chris „Doc“ Wyatt (druhá část)Jacob Semahn (třetí část)Zach Craley (čtvrtá část)Kevin Shinick (pátá část) | 4. února 2018 (první a druhá část)11. února 2018 (třetí, čtvrtá a pátá část) | 20. července 2018 (první část)23. července 2018 (druhá část)24. července 2018 (třetí část)25. července 2018 (čtvrtá část)26. července 2018 (pátá část) | 120-124   |
| 24-25        | 2425       | The Hobgoblin | Hobgoblin                         | Dan Duncan (první část)Sol Choi (druhá část)                        | Kevin Burke a Chris „Doc“ Wyatt (první část)Kevin Shinick (druhá část)                                                                                        | 18. února 2018                                                               | 27. července 2018 | 125-126   |

### Druhá řada (2018–2019)
| Č. v seriálu | Č. v řadě | Původní název                             | Český název | Režie                                                         | Scénář | Premiéra v USA | Premiéra v ČR   | Prod. kód |
| ------------ | --------- | ----------------------------------------- | ----------- | ------------------------------------------------------------- | --- | --- | --------------- | --------- |
| 26-27        | 12        | How I Thwipped My Summer VacationTake Two |             | Dan DuncanSol Choi                                            | Kevin Burke a Chris „Doc“ Wyatt                                                                             | 18. června 2018 | nebylo vysíláno | 201-202   |
| 28           | 3         | Between an Ock and a Hard Place           |             | Dan Duncan                                                    | Kevin Burke a Chris „Doc“ Wyatt                                                                             | 25. června 2018 | nebylo vysíláno | 203       |
| 29           | 4         | Rise Above It All                         |             | Sol Choi                                                      | Mark Hoffmeier                                                                                              | 2. července 2018 | nebylo vysíláno | 204       |
| 30           | 5         | School of Hard Knocks                     |             | Dan Duncan                                                    | Josh Haber                                                                                                  | 9. července 2018 | nebylo vysíláno | 205       |
| 31           | 6         | Dead Man's Party                          |             | Sol Choi                                                      | Jacob Semahn                                                                                                | 16. července 2018 | nebylo vysíláno | 206       |
| 32           | 7         | Venom Returns                             |             | Dan Duncan                                                    | Kevin Burke a Chris „Doc“ Wyatt                                                                             | 23. července 2018 | nebylo vysíláno | 207       |
| 33-36        | 891011    | Bring on the Bad Guys                     |             | Sol Choi (první a třetí část)Dan Duncan (druhá a čtvrtá část) | J. M. DeMatteis (první část)Jacob Semahn (druhá část)Gavin Hignight (třetí část)Jennifer Muro (čtvrtá část) | 30. července 2018 (první a druhá část)6. srpna 2018 (třetí a čtvrtá část)                                                   | nebylo vysíláno | 208-211   |
| 37-38        | 1213      | Brain DrainThe Living Brain               |             | Sol ChoiDan Duncan                                            | Jacob SemahnKevin Burke a Chris „Doc“ Wyatt                                                                 | 13. srpna 2018 | nebylo vysíláno | 212-213   |
| 39           | 14        | The Day Without Spider-Man                |             | Sol Choi                                                      | Danielle Wolff                                                                                              | 8. září 2019 | nebylo vysíláno | 214       |
| 40           | 15        | My Own Worst Enemy                        |             | Dan Duncan                                                    | Kevin Burke a Chris „Doc“ Wyatt                                                                             | 15. září 2019 | nebylo vysíláno | 215       |
| 41           | 16        | Critical Update                           |             | Sol Choi                                                      | Grant Moran                                                                                                 | 22. září 2019 | nebylo vysíláno | 216       |
| 42           | 17        | A Troubled Mind                           |             | Dan Ducan                                                     | Jacob Semahn                                                                                                | 29. září 2019 | nebylo vysíláno | 217       |
| 43           | 18        | Cloak and Dagger                          |             | Sol Choi                                                      | Jacob Semahn                                                                                                | 6. října 2019 | nebylo vysíláno | 218       |
| 44           | 19        | Superior                                  |             | Dan DucanEric Elrod                                           | Kevin Burke a Chris "Doc" Wyatt                                                                             | 13. října 2019 | nebylo vysíláno | 219       |
| 45           | 20        | Brand New Day                             |             | Sol Choi                                                      | Liza Palmer                                                                                                 | 20. října 2019 | nebylo vysíláno | 220       |
| 46           | 21        | The Cellar                                |             | Eric Elrod                                                    | Shannon Eroc Denton                                                                                         | 27. října 2019 | nebylo vysíláno | 221       |
| 47           | 22        | The Road to Goblin War                    |             | Sol Choi                                                      | J.M. DeMatteis                                                                                              | 3. listopadu 2019 | nebylo vysíláno | 222       |
| 48-51        | 23242526  | Goblin War                                |             | Eric Elrod (první a třetí část)Sol Choi (druhá a čtvrtá část) | Gavin Hignight (první část)Jacob Semahn (druhá část)Kevin Burke a Chris "Doc" Wyatt (třetí a čtvrtá část)   | 10. listopadu 2019 (první část)17. listopadu 2019 (druhá část)24. listopadu 2019 (třetí část)1. prosince 2019 (čtvrtá část) | nebylo vysíláno | 223-226   |

### Třetí řada:Maximum Venom(2020)
| Č. v seriálu | Č. v řadě | Původní název       | Český název | Režie                 | Scénář                          | Premiéra v USA  | Premiéra v ČR   | Prod. kód |
| ------------ | --------- | ------------------- | ----------- | --------------------- | ------------------------------- | --------------- | --------------- | --------- |
| 52           | 1         | Web of Venom        |             | Tim Eldred a Sol Choi | Kevin Burke a Chris "Doc" Wyatt | 19. dubna 2020  | nebylo vysíláno | 301-302   |
| 53           | 2         | Amazing Friends     |             | Tim Eldred a Sol Choi | Merrill Hagan a Denise Downer   | 17. května 2020 | nebylo vysíláno | 303-304   |
| 54           | 3         | Vengeance of Venom  |             | Tim Eldred a Sol Choi | Zach Craley a J.M. DeMatteis    | 21. června 2020 | nebylo vysíláno | 305-306   |
| 55           | 4         | Spider-Man Unmasked |             | Tim Eldred a Sol Choi | Jim Martin a Gavin Hignight     | 16. srpna 2020  | nebylo vysíláno | 307-308   |
| 56           | 5         | Generations         |             | Tim Eldred a Sol Choi | Marty Isenberg a Mae Catt       | 27. září 2020   | nebylo vysíláno | 309-310   |
| 57           | 6         | Maximum Venom       |             | Tim Eldred a Sol Choi | Kevin Burke a Chris „Doc“ Wyatt | 25. října 2020  | nebylo vysíláno | 311-312   |